# Ампару (Сан-Паулу)
Ампару (порт. Amparo)  —  муниципалитет в Бразилии, входит в штат Сан-Паулу. Составная часть мезорегиона Кампинас. Входит в экономико-статистический  микрорегион Ампару. Население составляет 67 505 человек на 2006 год. Занимает площадь 446,009 км². Плотность населения — 151,4 чел./км².
Праздник города —  8 апреля.

## История
Город основан 8 апреля 1829 года.

## Статистика
- Валовой внутренний продукт на 2003 составляет 812.612.548,00 реалов (данные: Бразильский институт географии и статистики).
- Валовой внутренний продукт на душу населения на 2003 составляет 12.648,06 реалов (данные: Бразильский институт географии и статистики).
- Индекс развития человеческого потенциала на 2000 составляет 0,806 ▲ (данные: Программа развития ООН).

## География
Климат местности: субтропический. В соответствии с классификацией Кёппена, климат относится к категории Cwa.